# Arne Retzlaff
Arne Retzlaff (* 1960 in Heckelberg) ist ein deutscher Schauspieler, Regisseur, Schauspieldirektor und Autor.

## Leben
Arne Retzlaff wurde 1960 Heckelberg geboren. In einem Lehrerelternhaus aufgewachsen wurde er bereits in der Schulzeit Mitglied des Schultheaters. Von 1981 bis 1985 absolvierte er die Theaterhochschule „Hans Otto“ Leipzig, die er im Studio Dresden beendete. Es folgten drei Jahre als Schauspieler am Deutsch-Sorbischen Volkstheater in Bautzen, wo er auch erste Regiearbeiten übernahm. In den Jahren von 1988 bis 1991 war er am Staatsschauspiel Dresden als Schauspieler, Regisseur und Dozent beschäftigt. Von 1991 bis 1996 hatte er ein Engagement als Oberspielleiter am Theater Junge Generation in Dresden. Von 1996 bis 1999 war er Schauspieldirektor am Theater Zwickau, anschließend für ein Jahr Freischaffender. Ab der Spielzeit 2000/2001 war Arne Retzlaff 13 Jahre Schauspieldirektor am Reisetheater Landesbühnen Sachsen in Radebeul. Danach nahm er eine Auszeit und lebte mit seiner Frau, Tania Maria Livera Mesa, und dem gemeinsamen Sohn für zwei Jahre in Kuba, wo er seine Frau Ende der 1990er Jahre kennengelernt hatte. Nach seiner Rückkehr nach Deutschland arbeitete er vorrangig für das Tourneetheater Badische Landesbühne Bruchsal, aber auch für einige andere Theater als Regisseur.
Arne Retzlaff wohnt in Dresden.

## Theater

### Schauspieler
- 1976: Moutlak Osman: Das Apfelsinenbäumchen – Regie: Moutlak Osman (Zentrales Laientheater Freital)
- 1983: Molière: Der Menschenfeind – Regie: Ulrich Engelmann (Staatsschauspiel Dresden)
- 1985: Günter Weisenborn: Die Clowns von Avignon – Regie: Michael Funke (Theaterhochschule Leipzig im Staatsschauspiel Dresden)

### Regisseur
- 1985: Heinz Drewniok: Waldesruh (Deutsch-Sorbisches Volkstheater Bautzen)
- 1987: Sławomir Mrożek: Auf hoher See (Deutsch-Sorbisches Volkstheater Bautzen)
- 1988: Georg Büchner: Lenz (Deutsch-Sorbisches Volkstheater Bautzen)
- 1989: Eugène Ionesco: Die Unterrichtsstunde (Theater Junge Generation Dresden)
- 1990: Witold Gombrowicz: Die Trauung (Theaterhochschule Leipzig im Staatsschauspiel Dresden – Werkstatt)
- 1991: Ludwig Fels: Lieblieb (Theater Junge Generation Dresden)
- 1992: Barrie Keeffe: Die Geiselnahme (Theater Junge Generation Dresden)
- 1992: Georg Büchner: Woyzeck (Schauspielhaus Chemnitz)
- 1993: Ephraim Kishon: Es war die Lerche (Theater Junge Generation Dresden)
- 1994: Astrid Lindgren: Ronja Räubertochter (Theater Junge Generation Dresden)
- 1995: Jehoschua Sobol: Ghetto (Theater Junge Generation Dresden)
- 1995: Jewgeni Schwarz: Der Drache (Theater Junge Generation Dresden)
- 1997: William Shakespeare: Ein Sommernachtstraum (Theater Zwickau)
- 1997: Carlo Goldoni: Der Lügner (Theater Zwickau)
- 1998: Edward Albee: Wer hat Angst vor Virginia Woolf? (Theater Zwickau)
- 1998: Friedrich Schiller: Maria Stuart (Landesbühnen Sachsen Radebeul)
- 1999: William Shakespeare: Hamlet (Theater Zwickau)
- 2000: Sophokles: Antigone (Theater Vorpommern Greifswald)
- 2001: Anton Tschechow: Platonow (Landesbühnen Sachsen Radebeul)
- 2003: Leander Haußmann/Thomas Brussig: Sonnenallee (Landesbühnen Sachsen Radebeul)
- 2003: Friedrich Schiller: Die Räuber (Deutsch-Sorbisches Volkstheater Bautzen)
- 2004: Frank Wedekind: Lulu (Landesbühnen Sachsen Radebeul)
- 2004: Euripides: Medea (Landesbühnen Sachsen Radebeul)
- 2006: Katharina Gericke: Mont Klamott (Landesbühnen Sachsen Radebeul)
- 2006: Peter Shaffer: Amadeus (Landesbühnen Sachsen Radebeul)
- 2007: William Shakespeare: Komödie der Irrungen (Landesbühnen Sachsen Radebeul)
- 2007: Rolf de Heer: Bad Boy Bubby (Landesbühnen Sachsen Radebeul)
- 2008: Henrik Ibsen: Baumeister Solness (Landesbühnen Sachsen Radebeul)
- 2009: Heiner Müller: Die Umsiedlerin (Landesbühnen Sachsen Radebeul)
- 2010: Bertolt Brecht: Der kaukasische Kreidekreis (Landesbühnen Sachsen Radebeul)
- 2011: Gotthold Ephraim Lessing: Nathan der Weise (Landesbühnen Sachsen Radebeul)
- 2011: Anton Tschechow: Drei Schwestern (Landesbühnen Sachsen Radebeul)
- 2012: Gerhart Hauptmann: Die Ratten (Landesbühnen Sachsen Radebeul)
- 2012: Gotthold Ephraim Lessing: Minna von Barnhelm (Badische Landesbühne Bruchsal)
- 2013: Bertolt Brecht: Baal (Landesbühnen Sachsen Radebeul)
- 2014: Friedrich Dürrenmatt: Frank der Fünfte (Landesbühnen Sachsen Radebeul)
- 2015: Freddys Núñez Estenoz: Sehnsucht Kuba (Landesbühnen Sachsen Radebeul)
- 2015: Wolfgang Borchert: Draußen vor der Tür (Badische Landesbühne Bruchsal)
- 2016: Coline Serreau: Hase Hase (Badische Landesbühne Bruchsal)
- 2016: William Shakespeare: Der Widerspenstigen Zähmung (Badische Landesbühne Bruchsal)
- 2017: Albert Camus: Der Fremde (Societaetstheater Dresden)
- 2017: Henrik Ibsen: Peer Gynt (Landesbühne Niedersachsen Nord Wilhelmshaven)
- 2018: Michael Frayn: Der nackte Wahnsinn (Badische Landesbühne Bruchsal)
- 2018: Henry Miller: Das Lächeln am Fuße der Leiter (Societaetstheater Dresden)
- 2018: Pierre Augustin Caron de Beaumarchais: Der tolle Tag oder Figaros Hochzeit (Badische Landesbühne Bruchsal)
- 2018: Arne Retzlaff: Aufspüren Jagen Entsorgen – Sprache der Neuen Rechten (projekttheater dresden)
- 2019: Hermann Hesse: Der Steppenwolf (Societaetstheater Dresden)
- 2019: Giovannino Guareschi: Don Camillo und Peppone (Badische Landesbühne Bruchsal)
- 2019: Daniel Kehlmann: Die Vermessung der Welt (Badische Landesbühne Bruchsal)
- 2019: Tom McGrath: Laurel and Hardy (Theaterkahn Dresden)
- 2019: Ron Hutchinson: Mondlicht und Magnolien (Theaterkahn Dresden)
- 2020: John von Düffel: Macbeth (Societaetstheater Dresden)
- 2020: Dietmar Jacobs/Moritz Netenjakob: Extrawurst (Theaterkahn Dresden)
- 2020: Willkommen in der Matrix I mit Stef Smith: Girl in the Machine (projekttheater dresden)

## Werke
- 2015: Taschenbuch: Sehnsucht Kuba: Alltag auf der Karibikinsel, Herausgeber: Wiesenburg, ISBN 978-3-95632-291-4
- 2018: Theaterstück: Aufspüren Jagen Entsorgen – Sprache der Neuen Rechten (Über die Sprache als Mittel der Manipulation)